# Vagner da Silva
Vagner da Silva, mais conhecido como Vagner (Araruna, 6 de junho de 1986), é um futebolista brasileiro que atua como goleiro. Atualmente, joga pelo Operário-PR.

## Títulos

### Clubes
Atlético-PR
- Copa Umbro - 2004
- Dallas Cup - 2005
- Campeonato Paranaense - 2005

Estoril
- Segunda Liga: 2011–12[1]

### Individual
Goleiro do ano da LPFP: 2011–12